# Station Solec Kujawski
Station Solec Kujawski is een spoorwegstation in de Poolse plaats Solec Kujawski.